# Orchestre philharmonique de Calgary
L'Orchestre philharmonique de Calgary est un orchestre symphonique fondé en 1955, basé à Calgary, en Alberta (Canada). Il est actuellement placé sous la direction du chef Rune Bergmann.

## Historique
L'Orchestre philharmonique de Calgary est fondé en 1955. Basé à Calgary, il est issu de la fusion de l'Orchestre symphonique de Calgary et de l'Alberta Philharmonic, créé peu avant, et dirigé par Henry Plukker.
Plukker est à la tête de la formation jusqu'en 1962. L'année suivante, lui succède Haymo Taeuber, qui dirige l'orchestre jusqu'en 1968.
Par la suite, durant un an, José Iturbi prend la direction de la formation. Sous son mandat, l'effectif de l'orchestre passe à vingt-sept instrumentistes à temps plein.
En 1977-1978, l'effectif est de quarante-cinq musiciens. En 1990-1991, l'orchestre compte soixante-trois instrumentistes à temps plein.
Depuis 1985, l'orchestre est en résidence au Jack Singer Concert Hall du Calgary Centre for the Performing Arts (maintenant EPCOR Centre for the Performing Arts).
Aujourd'hui composé de soixante-six musiciens, l'Orchestre philharmonique de Calgary est dirigé par Rune Bergmann, qui quittera la direction musicale de l'ensemble à l'issue de la saison 2024-2025,.

## Directeurs musicaux
Comme directeurs musicaux de l'orchestre se sont succédé, :
- Henry Plukker (1955-1962) ;
- Ferrucio Scaglia (1962-1968) :
- José Iturbi (1968-1969) ;
- Maurice Handford (1970-1975) ;
- Franz-Paul Decker (1975-1977, conseiller artistique et principal chef invité) ;
- Árpád Joó (1977-1984) ;
- Mario Bernardi (1984-1992) ;
- Hans Graf (1995-2003) ;
- Roberto Minczuk (en) (2006-2016) ;
- Rune Bergmann (depuis 2017).

## Commandes et créations
L'Orchestre philharmonique de Calgary est le commanditaire et le créateur de plusieurs œuvres, de Richard Johnston (en) (Portraits, 1973), Harry Freedman (en) (Nocturne no 2, 1977), Allan Bell (en) (Concerto pour percussion, 1986), R. Murray Schafer (Letters from Mignon, 1987) et William Jordan (Concerto pour piano, 1989 ; Variations, 1991), notamment.